# جون بروكس
جون أنتوني بروكس، الابن (ولد في 28 يناير 1993)، يشار إليه بجون بروكس، هو لاعب كرة قدم الألماني-أمريكي الذي يلعب لهرتا برلين في الدوري الألماني كمدافع وقد مثل فريق كرة القدم الوطني الولايات المتحدة دوليا.

## مسيرته الكروية
لعب جون بروكس خلال مسيرته الاحترافية مع 3 أندية في عشرة مواسم وسجل خلالها 10 أهداف ضمن 213 مباراة. ولم يفز بأي موسم بالكأس أو بالدوري.
خاض جون بروكس مسيرته مع Hertha BSC II ‏ في موسم 2010–11 ولمدة موسمين، مشاركًا في 31 مباراة ولم يسجل أي هدف. ثم انتقل إلى SG Gesundbrunnen Berlin ‏ في موسم 2012–13 ليلعب معه خمسة مواسم، حيث شارك في 119 مباراة سجل خلالها 7 أهداف. لينتقل بعدها إلى نادي فولفسبورغ في موسم 2017–18 واستمر معه طيلة ثلاثة مواسم، مشاركًا في 63 مباراة سجل خلالها 3 أهداف.

## روابط خارجية
- جون بروكس على موقع الاتحاد الأوربي (الإنجليزية)
- جون بروكس على موقع قاعدة بيانات كرة القدم.إي يو (الإنجليزية)
- جون بروكس على موقع بيانات كرة القدم. دي إي (الألمانية)
- جون بروكس على موقع ليكيب (الفرنسية)
- جون بروكس على موقع ناشيونال فوتبول تيمز (الإنجليزية)
- جون بروكس على موقع Soccerbase.com (لاعب) (الإنجليزية)
- جون بروكس على موقع Soccerway.com (الإنجليزية)
- جون بروكس على موقع عالم كرة القدم.نت (الإنجليزية)
- جون بروكس على موقع AS.com (الإسبانية)